# Scaphobaeocera timida
Espèce
Scaphobaeocera timida est une espèce de coléoptères de la famille des Staphylinidae et de la sous-famille des Scaphidiinae.

## Répartition et habitat
Cette espèce est décrite du Bhoutan, mais également connue d'Inde et du Népal.